# Friedrich Pietsch
Friedrich Pietsch (* 9. August 1896 in Steinschönau, Böhmen; † 4. Juni 1969 in Birkach, Stuttgart) war ein deutscher Archivar und Schriftsteller.

## Leben
Pietsch wurde in Steinschönau geboren. Er besuchte in Görlitz das Gymnasium und war dort ein Teil der Jugendbewegung.
Im Ersten Weltkrieg kämpfte er als Artillerist in Russland und Rumänien. Nach dem Krieg studierte er bis 1922 in Berlin Geschichte, Deutsch und Latein. Bis 1923 absolvierte er seine zwei Staatsprüfungen für Lehramt an höheren Schulen, 1921 wurde er in Breslau promoviert. Zwischen 1924 und 1932 unterrichtete er als Studienassessor an Gymnasien in Liegnitz, Glogau, Neiße und Görlitz. Seit 1929 war Pietsch in Görlitz Studienrat. 1928 verfasste er ein Standardwerk für die Geschichte der Görlitzer Luisenschule. Als Mitglied der Literarischen Gesellschaft in Görlitz erlangte er seine später augenscheinlich gewordene Kenntnis über die Literaturgeschichte seit dem Mittelalter.
Über Richard Jecht fand Pietsch Zugang zur archivalischen bzw. landesgeschichtlichen Arbeit. 1932 wurde er vom Schuldienst entbunden und Archivar im Görlitzer Ratsarchiv, wo ihn Richard Jecht ausführlich einarbeitete. Es dauerte nicht lange, bis ihn das Staatsarchiv Breslau als staatlichen Archivpfleger für die Kreise Rothenburg und Görlitz einstellte. Er verarbeitete viele Schöppenbücher und schrieb sodann auch viele Beiträge für die Oberlausitzische Gesellschaft der Wissenschaften im Neuen Lausitzischen Magazin, wovon in geschichtswissenschaftlicher Hinsicht hervorzuheben sein ausführlicher Bericht Görlitz im Pönfall (1935) ist. 1938 war er der Redakteur bzw. Herausgeber der Festschrift für Richard Jecht. Im August 1939 wurde er „zum Heeresdienst einberufen“, den Überfall auf Polen erlebte Pietsch als Unteroffizier. Eine Verletzung bewirkte seine Entlassung aus dem Wehrdienst im Frühjahr 1940.
Im darauffolgenden April übernahm er als Nachfolger Jechts die Leitung des Görlitzer Ratsarchivs, was auch die 22.000 Bände der Milich’schen Bibliothek betraf. Im selben Jahr wurde er Mitglied der Historischen Kommission für Schlesien. Das Archiv der 1938 aufgelösten Lausitzer Landstände wurde als von Pietsch geleitete Görlitzer Zweigstelle dem Breslauer Staatsarchiv einverleibt. In den letzten Kriegsjahren betreute Pietsch die Görlitzer Kunstsammlungen, was auch die üblichen Sicherheitsmaßnahmen erforderte. Im Februar 1945 wurde er zum Deutschen Volkssturm eingezogen. Von Mai bis September befand er sich in russischer Kriegsgefangenschaft.
Da sein Zuhause östlich der Neiße lag, wurde er von der polnischen Kommandantur enteignet, wodurch u. a. die bereits ausgedruckte Übersicht über die Bestände des landständischen Archivs der Oberlausitz und überhaupt die von Pietsch angefertigte Geschichte über das Archiv verloren ging. Mit seiner Frau fand er in Weiden und in Flossenbürg in der Oberpfalz Unterkunft. Im Oktober 1947 begann er im Stuttgarter Hauptstaatsarchiv als wissenschaftlicher Hilfsarbeiter und entwickelte sich über die Jahre vom Archivrat (1951) und Ersten Archivrat (1954) schließlich zum Oberstaatsarchivrat (1955).
Durch seine Fotowerkstätten am Stuttgarter Archiv legte er die Grundlage für die Sicherungsverfilmung. Seine Arbeitsweise bzw. seine „erarbeiteten Richtlinien“ wurden bundesweites Vorbild auf diesem Gebiet. Er wurde so Leiter des fototechnischen Ausschusses der „Archivverwaltungen des Bundes und der Länder“. Er inventarisierte Tausende  noch unbearbeitete Baden-Württembergische Urbare (Verzeichnisse). Seine systematische Arbeitsweise wurde gleichfalls maßgeblich für alle weiteren Arbeiten an dem südwestdeutschen Archivgut, das wiederum eine wichtige Quellengruppe darstellt. Pietsch forschte auch zum Bauernkrieg des Jahres 1525.
1961 ging Pietsch in den Ruhestand und ihm wurde gleichzeitig das Bundesverdienstkreuz erster Klasse verliehen. Im Ruhestand erarbeitete er schließlich sein umfangreichstes Werk, das Urkundenbuch der Stadt Schwäbisch Hall, wovon ein zweiter Teil, wie auch eine Studie über „Museumsgesellschaften als Träger von Lesegesellschaften“ posthum veröffentlicht wurden.

## Veröffentlichungen (Auswahl)
- als Hrsg.: Oberlausitzer Beiträge. Festschrift für Richard Jecht. Görlitz 1938.
- mit Immanuel Kammerer: Die Urkunden des früheren reichsstädtischen Archivs Isny bis 1550. Braun, Karlsruhe 1955.
- Die Urkunden und Akten der Reichsstadt Schwäbisch Hall, 2 Bände. Stuttgart 1967–1972.